# Комитет гражданской авиации Армении
Комитет гражданской авиации (арм. Քաղաքացիական ավիացիայի կոմիտե) является подведомственным органом Министерству территориального управления и инфраструктуры Армении. Ее головной офис находится на территории международного аэропорта Звартноц в Звартноце, недалеко от Еревана.

## История
Хотя Управление гражданской авиации было введено в эксплуатацию в 2003 году, история авиации Армении берет начало в 1933 году, когда армянские отдельные авиаотряды при Советском Союзе начали регулярные рейсы в Тбилиси с Южного аэродрома (прежнее название аэропорта Эребуни).
Во времена Советского Союза все рейсы выполняла государственная компания Аэрофлот. Аэрофлот связал между собой все крупные города страны. Армения имела несколько прямых рейсов в другие республики Советского Союза. Однако международные рейсы из СССР выполнялись только через московский аэропорт Шереметьево.
Во времена Советского Союза в Армении была создана и расширена авиационная промышленность. Армянская ССР построила семь аэропортов и множество других действующих взлетно-посадочных полос по всей стране.
В настоящее время в Армении имеется пять официальных действующих аэропортов. Два из пяти (аэропорт Ширак и аэропорт Звартноц) обслуживают международные рейсы, а остальные служат региональными аэропортами. Между тем, аэропорт Эребуни и аэропорт Арзни в основном обозначены как военный аэропорт, где дислоцируются ВВС Армении .
15 ноября 2021 года Правительство Армении и Европейский союз подписали Соглашение об общей авиационной зоне Армения-ЕС. В рамках соглашения все авиакомпании ЕС смогут выполнять прямые рейсы из любой точки ЕС в любой аэропорт Армении, то же самое будет касаться и армянских авиакомпаний. Кроме того, Армения продолжит приведение своего законодательства в соответствие с авиационными стандартами ЕС, в том числе по авиационной безопасности, управлению воздушным движением, экономическому регулированию, конкуренции и защите прав потребителей. Армения также сотрудничает с Агентством по авиационной безопасности Европейского Союза (EASA) и участвует в инициативе EASA «Общеевропейские партнеры» (PANEP).